# Hillscheid
Hillscheid ist eine Ortsgemeinde im Westerwaldkreis in Rheinland-Pfalz. Sie gehört der Verbandsgemeinde Höhr-Grenzhausen an. Hillscheid ist ein staatlich anerkannter Erholungsort.

## Geographie

### Geographische Lage
Hillscheid liegt ca. zehn Kilometer nordöstlich von Koblenz am Rande des Naturparks Nassau, ca. sechs Kilometer von Schönstatt entfernt. Die wichtigsten Gewässer im Gemeindegebiet sind der Hillscheider Bach und dessen späterer Zufluss, der Feisternachtbach.

### Klima
Der Jahresniederschlag beträgt 833 mm.

## Geschichte
Zahlreiche Funde im Bereich der „Dorfwiesen“ und „Am Scheid“ deuten darauf hin, dass dieses Gebiet schon während der zwei Jahrtausende v. Chr. besiedelt war und hier bereits zur Hallstattzeit und Latènezeit eine keltische Siedlung existierte.
Mit dem Bau des Limes errichteten die Römer nicht nur Wall, Graben und Wachttürme, deren Spuren man teils noch gut erkennen kann, sondern auch ein Kleinkastell, dessen äußere Grundmauern heute allerdings nur noch als Rekonstruktion sichtbar sind.
Es wird angenommen, dass der Ort Hillscheid zwischen 959 und 994 entstanden ist. Die erste schriftliche Erwähnung von Hiensceit (Hillscheid) erscheint in einer Urkunde des Trierer Erzbischofs Ludolf (994–1008) um das Jahr 1000. Auf Bitten der Äbtissin Mathilde zu Essen (974–1011), Tochter des Schwabenherzogs Liudolf und der Enkelin des Königs Otto I. und des Schwabenherzogs Hermann I., der Graf des Engersgaues und Grundherr eines großen Gebietes rings um Montabaur (damals „Humbach“) war, überließ der Trierer Erzbischof Ludolf dem St. Florins Stift zu Koblenz den Zehnten zu Hana (Höhn), Hiensceit (Hillscheid), Mannechenrot (Wüstung Mangeroth) und zu Agerin (Niederähren) und tauschte dafür Aschebach (Eschelbach) ein. Hillscheid ist jedoch nicht lange im Besitz des Stifts verblieben.
Vallendar war Mutterkirche für das umliegende Gebiet und damit auch für die Gegend von Hillscheid. Hillscheid gehörte zusammen mit Vallendar zum Engersgau. 773 wurde der Engersgau erstmals in einer Urkunde genannt. Der Engersgau ist identisch mit dem Dekanat Engers, zu dem Vallendar mit Hillscheid und den anderen Orten der Pfarrei gehörte. Die Herrschaft Vallendar kam 1232 in den Besitz des Grafen Heinrich III. von Sayn. Als die Sayner Wittgenstein erbten, nannten sie sich Grafen von Sayn-Wittgenstein. Ab 1363 verpfändeten diese immer wieder Teile ihrer Herrschaft an Kurtrier, das 1767 die volle Landeshoheit erwarb. In der Nähe von Hillscheid lagen die beiden wüst gewordenen Orte Cudilbach (Kühlbach) und Felderhusen (Pfarrhausen). Sie fanden ihren Platz im Ortswappen von Hillscheid, dargestellt durch zwei Krüge. Die Krüge im Wappen verweisen im Übrigen auf die örtliche Tonverarbeitung und hier insbesondere das Krugbäckerhandwerk, das vom 17. Jahrhundert bis in die Zeit nach dem  Zweiten Weltkrieg das Erwerbsleben des Ortes in hohem Maße prägte. Hillscheid wurde im Dreißigjährigen Krieg weitgehend zerstört, erholte sich aber relativ schnell und besaß ab 1683 eine eigene Kapelle, blieb aber noch bis 1812 Teil der Pfarrei Vallendar. Mit der Eroberung der linksrheinischen Gebiete durch Frankreich und der Zerschlagung des Kurfürstentums Trier kamen die rechtsrheinischen, ehemals kurtrierischen Gebiete und damit auch Vallendar und Hillscheid 1803 aufgrund des Reichsdeputationshauptschlusses zum Fürstentum Nassau-Weilburg und 1806 aufgrund der Rheinbundakte zum Herzogtum Nassau. Nach dem Sturz Napoleons kam Vallendar mit der Schaffung der Provinz Großherzogtum Niederrhein 1815 zum Königreich Preußen, während Hillscheid und Höhr bei Nassau verblieben und dem Amt Montabaur zugeteilt wurden.
Nach der Eroberung und Besetzung des Herzogtums Nassau durch Preußen wurde Hillscheid Teil der preußischen Provinz Hessen-Nassau und 1867 durch die Neugliederung der Verwaltungsbehörden Teil des neu geschaffenen Unterwesterwaldkreises. Im Zweiten Weltkrieg blieb Hillscheid von größeren Kriegsschäden verschont, obwohl in der Nähe von Hillscheid (Hillscheider Stock) eine Raketenabschussrampe existierte, von der zahlreiche V2-Raketen abgefeuert wurden. Außerdem waren in Hillscheid Artillerie und Flak stationiert. Bei Kriegsende lieferten sich diese heftige Feuergefechte mit der bei Koblenz liegenden amerikanischen Artillerie, wobei es in Hillscheid mehrere Tote gab.
1946 wurde der Unterwesterwaldkreis und mit ihm die Gemeinde Hillscheid dem neuen Land Rheinland-Pfalz zugeordnet und gehörte dort zunächst zum Regierungsbezirk Montabaur. Durch dessen Auflösung 1968, die Verwaltungsreform von 1971 sowie die Kreisreform von 1974 gehört Hillscheid heute der Verbandsgemeinde Höhr-Grenzhausen an und ist Teil des aus den Kreisen Unter- und Oberwesterwald gebildeten Westerwaldkreises.
- Zur römischen Vergangenheit siehe auch die Hauptartikel Kleinkastell Hillscheid und Kleinkastell Ferbach.

## Politik

### Gemeinderat
Der Gemeinderat in Hillscheid besteht aus 16 Ratsmitgliedern, die bei der Kommunalwahl am 9. Juni 2024 in einer personalisierten Verhältniswahl gewählt wurden, und dem ehrenamtlichen Ortsbürgermeister als Vorsitzendem. Bis 2014 gehörten dem Gemeinderat 20 Ratsmitglieder an.
Die Sitzverteilung im Gemeinderat:
| Wahl | SPD | CDU | FWG | Gesamt   |
| ---- | --- | --- | --- | -------- |
| 2024 | 6   | 8   | 2   | 16 Sitze |
| 2019 | 8   | 6   | 2   | 16 Sitze |
| 2014 | 7   | 8   | 1   | 16 Sitze |
| 2009 | 9   | 11  | –   | 20 Sitze |
| 2004 | 7   | 11  | 2   | 20 Sitze |

- FWG = Freie Wählergruppe Kannenbäckerland e. V.

### Bürgermeister
Stephan Schnelle (CDU) wurde am 12. Juli 2024 Ortsbürgermeister von Hillscheid. Bei der Direktwahl am 9. Juni 2024 hatte er sich mit einem Stimmenanteil von 50,3 % gegen seinen Amtsvorgänger durchgesetzt.
Sein Vorgänger Andreas Rath (SPD) hatte das Amt am 18. Juni 2014 übernommen. Zuletzt bei der Direktwahl am 26. Mai 2019 wurde er mit 77,08 Prozent der abgegebenen Stimmen für weitere fünf Jahre in seinem Amt bestätigt. Raths Vorgänger Artur Breiden war von 1989 bis 2014 Ortsbürgermeister.

### Wappen
| Wappen von Hillscheid | Blasonierung: „Schild von eingeschweifter grüner Spitze gespalten, darin drei goldene Krüge, deren mittlerer die beiden Äußeren überragt, vorne in Rot ein goldener blaugezungter herschauender Löwe, hinten in Silber ein rotes Balkenkreuz.“ |
| Wappen von Hillscheid | |

## Kultur und Sehenswürdigkeiten

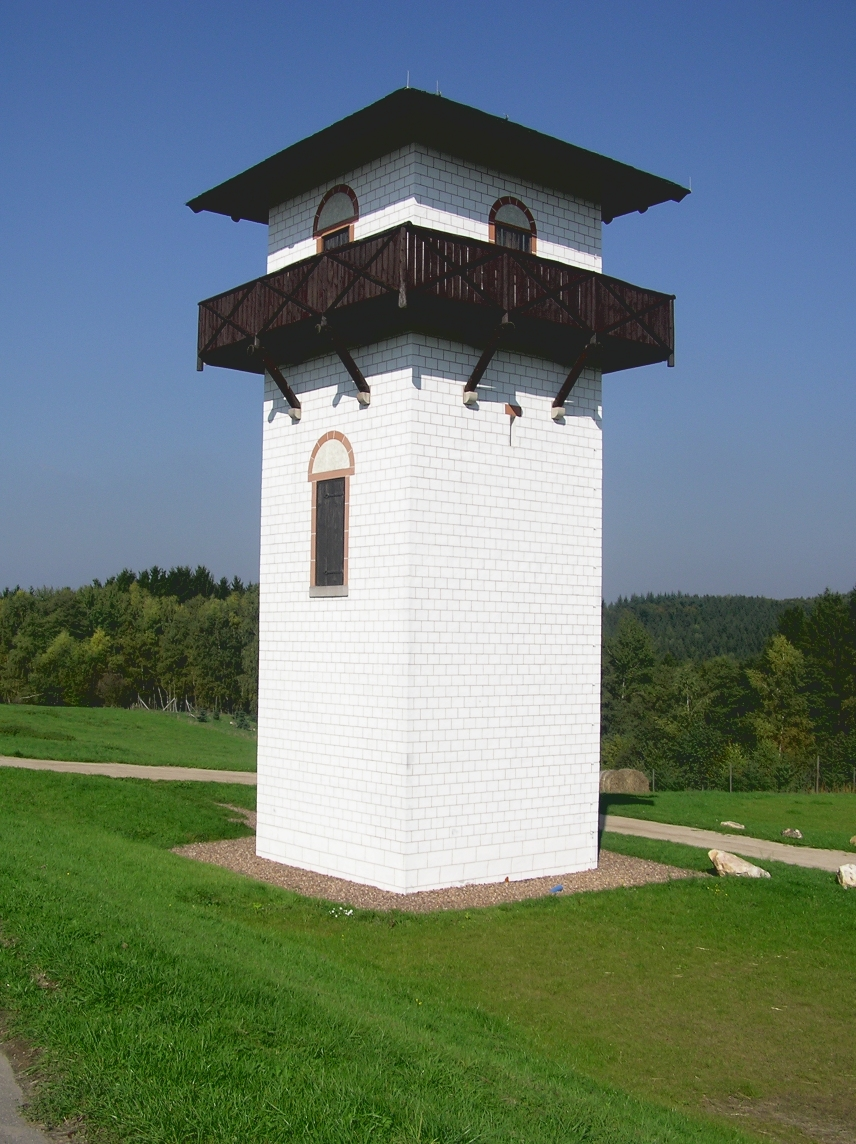
Rekonstruierter römischer Wachturm ORL 1/68 am Limes

### Kulturdenkmäler
- Siehe: Liste der Kulturdenkmäler in Hillscheid

### Museen
- In der Gemeinde befindet sich ein kleines, aber durchaus interessantes Heimatmuseum.
- Am Ortsrand wurde ein Limesturm rekonstruiert, in dem während der Öffnungszeiten (von April bis einschließlich Oktober an allen Samstagen sowie Sonn- und Feiertagen jeweils von 14.00 bis 17.00 Uhr) die Dauerausstellung Von Rom zum Rhein zu besichtigen ist.
- In unmittelbarer Nähe des Limesturmes befindet sich ein „römischer Nutzgarten“ (hortus rusticus), in dem Pflanzen, Sträucher und Bäume, die von den Römern nach Mitteleuropa gebracht wurden, sowie ein „römisches Bienenhaus“ (melarium) gezeigt werden.
- Im Wald, durch einen kleinen Fußmarsch auf dem örtlichen Limespfad erreichbar, befinden sich die rekonstruierten Grundmauern des römischen Kastells Hillscheid, welches sich an derselben Stelle befand. Durch archäologische Ausgrabungen konnten Informationen gewonnen und Rückschlüsse auf den ursprünglichen Zustand gezogen werden.

### Sehenswürdigkeiten
- Eisenbahnbrücke Mitte des Radweges Richtung Höhr-Grenzhausen erbaut Ende des 19. Jahrhunderts
- „Alte Schule“ mit neugestaltetem Schulhof und Beispiele der ansässigen Keramikwerkstätten

### Musik
Mit dem  GV Edelweiß sowie dem Musikverein Hillscheid gibt es insgesamt zwei musikalische Vereine in Hillscheid. Im April 2008 hat sich ein Kinderchor gebildet. Seit 2017 gibt es einen Projektchor und seit Januar 2022 wieder einen Männerchor. Der gemischte Chor hat sich im Herbst 2021 aufgelöst.

## Wirtschaft und Infrastruktur

### Unternehmen
- großflächiges Industriegebiet Richtung Höhr-Grenzhausen
- Wepa Apothekenbedarf GmbH & Co. KG
- diverse keramische Werkstätten

### Verkehr
- Zur B 49 die Koblenz mit Montabaur verbindet, sind es in südlicher Richtung ca. fünf Kilometer.
- Die A 48 mit der Anschlussstelle Höhr-Grenzhausen (AS 12) liegt sechs Kilometer entfernt.
- Der Bahnhof Hillscheid war Endstation der Bahnstrecke Grenzau–Hillscheid, welche 1884 zusammen mit der Bahnstrecke Engers–Au in Betrieb ging. Am 1. Oktober 1972 wurden sowohl der Personen- als auch der Güterverkehr eingestellt.
- Die Buslinie 465 verbindet Hillscheid mit Höhr-Grenzhausen, Neuhäusel und Vallendar.

### Radwanderwege
Durch Hillscheid führt der Deutsche Limes-Radweg. Dieser  folgt dem Obergermanisch-Raetischen Limes über 818 km von Bad Hönningen am Rhein nach Regensburg an der Donau.

### Bildung
- In Hillscheid gibt es eine Grundschule mit Sporthalle.
- Außerdem gibt es einen katholischen und einen kommunalen Kindergarten.

### Medien
Auf dem Berg Alarmstange befindet sich der 99 Meter hohe Fernmeldeturm Hillscheid-Alarmstange der Deutschen Funkturm.

## In Hillscheid geboren
- Alexander Menningen (1900–1994), Pallottiner-, dann Schönstattpater und Theologe
- Wilhelm Lötschert (1923–1984), Biologe